# Isola di Semënov
L'isola di Semënov (in russo Семёновский, Semënovskij) era una delle più piccole isole del gruppo delle Ljachov nella parte orientale del mare di Laptev nel nord della Russia.
Nel 1945 le sue scogliere si ergevano a circa 24 m s.l.m. poi l'isola è rapidamente diminuita di dimensioni fino a scomparire tra il 1952 e il 1960. L'area di Semënov era di 4,6 km² nel 1823, di 0,9 km² nel 1912, 0,5 km² nel 1936 e 0,2 km² nel 1945. Nel 1950 era solo tumulo termocarsico, nel 1952 era una secca sabbiosa appena sopra la superficie del mare. Quando fu visitata nel 1960 era scomparsa ed era rimasto solo un banco di sabbia a una profondità media di 10 m e minima di 0,2 m.